# Affection
『affection』為日本歌手倖田來未的首張原創專輯，於2002年3月27日發行。

## 解說
- 包含進入全美告示牌的1st單曲「TAKE BACK」以及2nd單曲「Trust Your Love」的已發表5曲，全14（初回盤為16）曲收錄的專輯。
- 初回盤收錄Bonus Track，為「TAKE BACK」和「Trust Your Love」的英語版。

## 發行版本
- CD ONLY

## 收錄曲目
- ※僅初回盤收錄

1. atomic energy
作曲:原田憲 / 編曲:原田憲
intro。
2. Trust Your Love
作詞:倖田來未 / 作曲:菊池一仁 / 編曲:h-wonder
2nd single。
3. Go Together
作詞:倖田來未 / 作曲:原一博 / 編曲:原一博
4. Your Song
作詞:倖田來未 / 作曲:KAIDO / 編曲:h-wonder
1st 單曲的B面曲。
精選輯「BEST 〜BOUNCE & LOVERS〜」收錄曲。
5. feel me
作詞:倖田來未 / 作曲:渡辺未来 / 編曲:h-wonder
6. COLOR OF SOUL
作詞:渡辺なつみ / 作曲:渡辺未来 / 編曲:h-wonder
3rd single。
7. Best Friend Of Mine
作詞:倖田來未 / 作曲:渡辺未来 / 編曲:高橋哲也
8. My Dream
作詞:倖田來未 / 作曲:motsu / 編曲:h-wonder
佐藤製薬「ストナリニ」廣告曲
9. So Into You
作詞:倖田來未 / 作曲:阿部靖広 / 編曲:h-wonder
4th single。
TBS「ランク王国」片頭曲、日本電視台「TOKYO CLUB GANG」片尾曲、東京電視台「JAPAN COUNT DOWN」片尾曲 。
專輯先行單曲。
10. Till Morning Comes featuring VERBAL（m-flo）
作詞:倖田來未・VERBAL / 作曲:大久保薫 / 編曲:h-wonder
首次與他人合作的歌曲。
11. come back
作詞:倖田來未 / 作曲:渡辺未来 / 編曲:h-wonder
精選輯「BEST 〜BOUNCE & LOVERS〜」收錄曲。
12. TAKE BACK
作詞:倖田來未 / 作曲:菊池一仁 / 編曲:h-wonder
1st single。出道曲。美國先行發行。
13. Can't Lose
作詞:倖田來未 / 作曲:原田憲 / 編曲:h-wonder
14. walk
作詞:倖田來未 / 作曲:菊池一仁 / 編曲:鈴木雅也
在艱辛時期寫下的曲子。在每場巡迴演唱會必唱的歌曲。也首次收錄在精選輯「BEST 〜BOUNCE & LOVERS〜」。
15. TAKE BACK Jonathan Peters' Radio Mix -English Version- ※
16. Trust Your Love Hex Hector Main Radio Mix -English Version-※